# Verkehrsträgerwechsel
Als Verkehrsträgerwechsel versteht man die in der Regel dauerhafte Verlagerung des Personen- und/oder Güterverkehrs in einem Verkehrsgebiet oder auf einer bestimmten Relation von einem  Verkehrsträger oder Verkehrszweig (Schiene, Straße, Luftverkehr, Pipeline) auf einen anderen. Ziel ist die Minimierung der volkswirtschaftlichen Kosten.
In der DDR etablierte sich Verkehrsträgerwechsel als fester Begriff für die Übertragung der Verkehrsleistungen von einer stillzulegenden Eisenbahnstrecke auf den Kraftverkehr.
Ein Verkehrsträgerwechsel (VTW) wurde in der Regel staatlich geplant vorbereitet. Der zuständige Kraftverkehrsbetrieb erhielt im Vorfeld neue Lastkraftwagen und Omnibusse zugewiesen, um die zusätzlichen Verkehrsleistungen erbringen zu können. Zum Teil wurden die meist volkseigenen Betriebe auch verpflichtet, ihre Transporte zum nächsten Bahnhof in eigener Regie auszuführen. Häufig wurde vor einem Verkehrsträgerwechsel auch in die Infrastruktur investiert:
- Erneuerung der Straßen im Einzugsgebiet der stillzulegenden Strecke
- Ausbau der Wagenladungsknoten an benachbarten, langfristig zu erhaltenden Strecken, einschließlich Neubau von Umschlagbahnhöfen für den Containerverkehr
- Neubau von Bushaltestellen und Busbahnhöfen

Um Benachteiligungen im Reiseverkehr auszugleichen, galten oft die Fahrpreise der Deutschen Reichsbahn in den Bussen des VEB Kraftverkehr weiter. Insbesondere die Tarife für Zeitkarten im Berufsverkehr wurden weiter angewandt. Als besonderer Service blieben auch teilweise die Fahrkarten- und Gepäckausgaben an größeren Bahnhöfen der stillgelegten Strecken erhalten (Beispiel: Bahnhof Bad Liebenstein von 1968–1994).
Häufig erfolgte der Verkehrsträgerwechsel für den Reise- und Güterverkehr zu unterschiedlichen Zeitpunkten oder überhaupt nur für eine Verkehrsart, wenn die Beibehaltung des Eisenbahnverkehrs für die andere erheblich günstiger war. Beispiele: Schmalspurbahn Bad Doberan–Kühlungsborn: seit 1969 nur Reiseverkehr; Bahnstrecke Oberröblingen–Allstedt: von 1973 bis zur Gesamtstilllegung 1994 nur Güterverkehr.